# Anhalt-Arena
Die Anhalt-Arena in der sachsen-anhaltischen Stadt Dessau-Roßlau ist nach der GETEC Arena in Magdeburg die zweitgrößte Mehrzweckhalle im Bundesland. Die Anhalt-Arena ist die Heimspielstätte des Handballvereins Dessau-Roßlauer HV und ist für verschiedene Veranstaltungen wie z. B. Handballspiele; Konzerte; Boxveranstaltungen, Leichtathletik oder Hallenfußballturniere ausgestattet.

## Geschichte
1940 wurde das Gebäude als Produktionshalle der Polysius AG errichtet. Später diente die Halle als Lagerhalle des Zementanlagenbaus Dessau. Die Sportfreunde der Betriebssportgemeinschaft ZAB Dessau drängten mit Erfolg auf eine eigene Sportstätte. Von 1964 bis 1965 bauten Sportler und Betriebsangehörige die Rundbogenhalle zur ZAB-Halle um. Am 17. Februar 1965 wurde der erste Bauabschnitt fertiggestellt. Nach Abschluss der Arbeiten verfügte die Halle über 1.800 Sitzplätze. 1974 war die Halle Spielort für vier Begegnungen der Handball-Weltmeisterschaft der Männer in der DDR.
Am 15. Mai 2000 starteten die umfangreichen Umbaumaßnahmen mit einem Aufwand von 5,5 Mio. Euro. Am 24. Februar 2002 wurde die damals noch Sporthalle an der Robert-Bosch-Straße genannte Halle mit einem Stabhochsprungmeeting feierlich eröffnet.
Die Namensgebung erfolgte im März 2002 bei einem Handballländerspiel zwischen Deutschland und der Schweiz. Das letzte in Dessau ausgetragene Männer-Länderspiel fand im Dezember 2006 statt, die deutsche Handballnationalmannschaft besiegte Schweden. Danach gab es noch ein Frauen-Länderspiel in der 
Play-Off-Runde zur WM 2015.
In der Saison 2024/25 trägt der VC Bitterfeld-Wolfen zwei Spiele in der Anhalt-Arena aus. Für die übrigen Spiele nutzt der Verein die deutlich kleinere Bernsteinhalle Friedersdorf.